# خانه درمیان
خانه درمیانی مربوط به دوره قاجار است و در اصفهان، محله بیدآباد، خیابان مسجد سید، کوچه شهید مقراضگر واقع شده و این اثر در تاریخ ۲۲ مرداد ۱۳۸۴ با شمارهٔ ثبت ۱۳۰۱۳ به‌عنوان یکی از آثار ملی ایران به ثبت رسیده است.